# Liste der Kulturgüter in Mauren
Die Liste der Kulturgüter in Mauren enthält alle unter Denkmalschutz gestellten Objekte auf dem Gebiet der Gemeinde Mauren im Fürstentum Liechtenstein. Grundlage ist das Verzeichnis der geschützten Kulturgüter im Fürstentum Liechtenstein, das durch das Amt für Kultur erstellt und seither laufend ergänzt wurde (Stand: 2020).

## Kulturgüter
| Foto |                                                          | Objekt                                                                                 | Standort                                       | Beschreibung | Eintragung |
| ---- | -------------------------------------------------------- | -------------------------------------------------------------------------------------- | ---------------------------------------------- | --- | ---------- |
| ja   | Datei hochladen                                          | Haus 24 samt Stall Objekt-Nr.: 5512.0118                                               | Peter-und-Paul-Strasse 24 (Karte)Parzelle: 325 | | 16.09.1980 |
|      | Datei hochladen                                          | Haus 23 Objekt-Nr.: 5512.0119                                                          | Sandgrube 1 (Karte)Parzelle: 181               | Das zweigeschossige Haus 23 wurde von Jakob Matt, dem Stammvater der Joggle-Mätt-Linie, vermutlich um das Jahr 1777 samt Stall erbaut. | 17.03.1981 |
|      | Datei hochladen                                          | Haus 5 samt Stall Objekt-Nr.: 5512.0120                                                | Torkelgasse 5 (Karte)Parzelle: 316             | Das zweigeschossige Wohnhaus unter einem Satteldach weist einen Kernbau aus dem Jahre 1562 auf. Der Dachstuhl stammt aus der Zeit von 1857. | 07.07.1981 |
|      | Datei hochladen                                          | Archäologische Grabungsstätte der Pfarrkirche St. Peter und Paul Objekt-Nr.: 5513.0003 | Peter-und-Paul-Strasse (Karte)Parzelle: 333    | Unter der heutigen Pfarrkirche St. Peter und Paul befinden sich archäologische Ausgrabungen. Der früheste nachweisbare Sakralbau dürfte frühestens Ende des 7. Jahrhunderts erbaut worden sein.                                                                                  | 31.07.1987 |
|      | Datei hochladen                                          | Haus 2 «Binza» Objekt-Nr.: 5512.0121                                                   | Zöllnersteig 2 (Karte)Parzelle: 719            | Das Haus 2 wurde 1866 nach dem Muster des Vorgängerbaus wieder neu erbaut, denn der Vorgängerbau fiel einem Brand zum Opfer. Bei dem Gebäude handelt es sich um einen zweigeschossigen Strickbau unter einem Schindelschirm mit dreiachsiger Fassadengliederung der Giebelseite. | 08.11.1988 |
| ja   | Datei hochladen                                          | Haus 93, Pfarrhaus Mauren Objekt-Nr.: 5512.0122                                        | Peter-und-Paul-Strasse 36 (Karte)Parzelle: 334 | Das heutige Pfarrhaus wurde 1787 errichtet. | 17.10.1989 |
| ja   | Datei hochladen · zugehöriges Wikidata-Objekt Q1572410   | ÖBB-Station Schaanwald, Bahnhof/Haltestelle Schaanwald Objekt-Nr.: 5512.0112           | Sägenstrasse 6 (Karte)Parzelle: 1684           | Im Jahr 1928 wurde unter dem Baumeister Anton Jäger ein «Haltestellengebäude» realisiert. | 15.12.1998 |
|      | Datei hochladen                                          | Trafostation „Pirsch“ Schaanwald Objekt-Nr.: 5512.0276                                 | Vorarlberger-Strasse (Karte)Parzelle: 2387     | Die Trafostation «Pirsch» wurde 1941 von Josef Malin, einem Bautechniker der heutigen Liechtensteinischen Kraftwerke, erbaut. | 01.07.2003 |
| ja   | Datei hochladen · zugehöriges Wikidata-Objekt Q112150202 | Pfarrkirche St. Peter und Paul Objekt-Nr.: 5512.0270                                   | Peter-und-Paul-Strasse 34 (Karte)Parzelle: 333 | Die Pfarrkirche St. Peter und Paul wurde 1842/43 nach den Plänen des Architekten Lorenz Vogel erbaut. | 05.10.2010 |
| ja   | Datei hochladen                                          | Ehemaliges Gasthaus zum Rössle Objekt-Nr.: 5512.0683                                   | Peter-und-Paul-Strasse 43 (Karte)Parzelle: 459 | Die umfangreiche Hofstätte umfasst das Wohn- und Gasthaus von 1833, wobei die zugehörigen Kellergewölbe sicher älter sind. | 18.12.2012 |